# Kaxås bygdegård

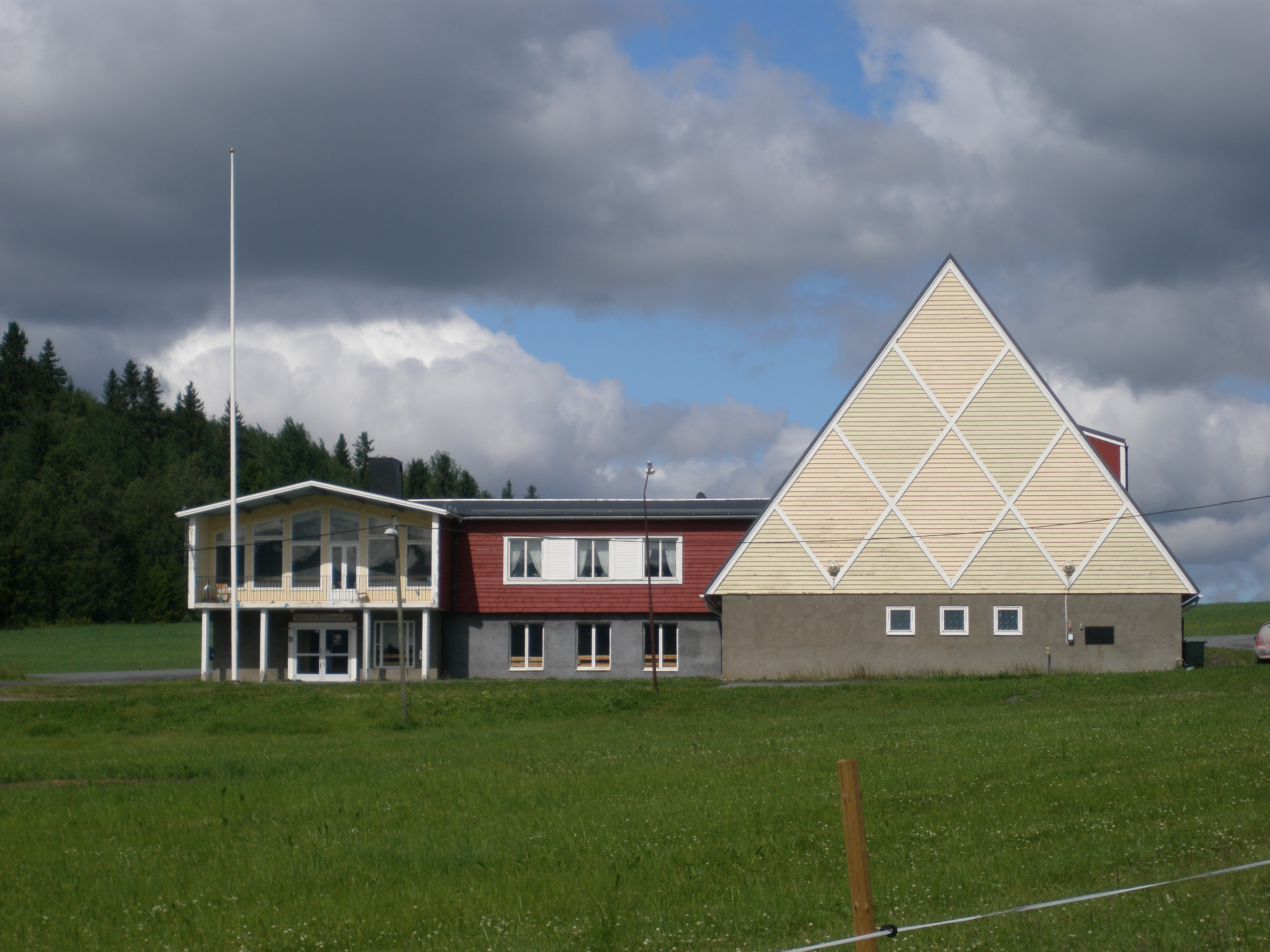
Kaxås Bygdegård

Kaxås bygdegård i Kaxås, Offerdals socken, Krokoms kommun, Jämtland, har bland annat genom sin arkitektur blivit känd i regionen. Bygdegården, som invigdes den 7 november 1954 med föredrag av Per Nilsson-Tannér, drivs av ortens bygdegårdsförening. Bygdegården renoverades senast 1990-91.
Bygdegården har under årens lopp haft en lång rad olika aktiviteter, bland annat danstillställningar, uppträdanden, teater och revyer, bingo med mera. Publikrekordet för bygdegården innehas av Little Gerhard som lockade 1500 besökare. I dag sänder Radio Krokom från Kaxås Bygdegård.
I Kaxås ligger även Svea Park, en i Jämtland känd folkpark som drivs av Kaxås bygdegårdsförening. Parken byggdes 1947. Publikrekordet innehas av Carl Jularbo som lockade 1919 betalande i september 1951.